# Hommachi Naoki
Naoki Hommachi (sinh ngày 31 tháng 7 năm 1968) là một cầu thủ bóng đá người Nhật Bản.

## Sự nghiệp câu lạc bộ
Naoki Hommachi đã từng chơi cho JEF United Ichihara và Montedio Yamagata.

## Thống kê câu lạc bộ

### J.League
| Đội                 | Năm       | J.League | J.League | J.League Cup | J.League Cup | Tổng cộng | Tổng cộng |
| Đội                 | Năm       | Trận     | Bàn      | Trận         | Bàn          | Trận      | Bàn       |
| ------------------- | --------- | -------- | -------- | ------------ | ------------ | --------- | --------- |
| JEF United Ichihara | 1992      | -        | -        | 0            | 0            | 0         | 0         |
| JEF United Ichihara | 1993      | 0        | 0        | 0            | 0            | 0         | 0         |
| Montedio Yamagata   | 1999      | 32       | 0        | 2            | 0            | 34        | 0         |
| Tổng cộng           | Tổng cộng | 32       | 0        | 2            | 0            | 34        | 0         |